# Météorite de Mezel
La météorite de Mezel est une chondrite de type L6, tombée le 25 janvier 1949 à Mezel (Puy-de-Dôme, région Auvergne-Rhône-Alpes, France).

## Histoire
Le 25 janvier 1949, un météoroïde suit une trajectoire presque verticale et explose à 12 ± 5 km d'altitude. Cette explosion est extrêmement brillante et projette quatre fragments qui se refroidissent avant d'atteindre le sol. Le bruit de l'explosion est perçu dans un rayon de 50 km autour du point de chute, près de Mezel,.
La météorite est retrouvée par Pierre Berlande, un Mezellois de 17 ans, puis examinée à l'observatoire des Landais et analysée au laboratoire. La masse principale (761 g) est ensuite envoyée au Muséum national d'histoire naturelle (Paris) mais l'inventeur Pierre Berlande, le muséum Henri-Lecoq et le laboratoire Magmas et volcans en conservent des fragments, et le laboratoire des lames minces,.

## Pétrologie et minéralogie
La météorite, d'une masse totale retrouvée de 1,3 kg, est constituée de 93,7 %m de silicates et 6,3 %m de métal et sulfures. Les principaux minéraux de la fraction silicatée sont l'olivine (Fo36), l'hypersthène, le plagioclase (An43) et la merrillite. Les principaux minéraux de la fraction sulfométallique sont la pyrrhotite, le fer-nickel et la chromite,.